# Alpenus pardalina
Alpenus pardalina là một loài bướm đêm thuộc phân họ Arctiinae, họ Erebidae.